# Djalma de Lalu
Djalma Souza Santos mais conhecido como Djalma de Lalu, foi um babalorixá iniciado no Candomblé por Tata Fomotinho.[carece de fontes?]
A história contada pelos antigos é que Djalma foi recolhido para ser iniciado para o Orixá Oxóssi, mas Exu Lalu veio e avisou Tata Fomotinho que o dono da cabeça era ele e não Oxóssi, e mesmo assim Tata Fomotinho teimou e o iniciou para Oxóssi, que saiu na sala mas na hora do Orucô (nome do santo) quem deu o nome Bará Seji Lonã, foi Exu. Teria sido o primeiro Exu a ser iniciado no Rio de Janeiro.